# 대한민국-우루과이 관계
대한민국과 우루과이는 1964년 외교관계를 수립했다. 대한민국은 몬테비데오에 대사관을 두고 있다. 우루과이는 서울특별시에 대사관이 있다.
두 나라 모두 77그룹(G77) 회원국이다.
한국은 우루과이의 중요한 무역 파트너이기도 하다.